# Die drei Kuckucksuhren
Die drei Kuckucksuhren ist ein deutscher Stummfilm aus dem Jahr 1926 von Lothar Mendes mit der Britin Lillian Hall-Davis und den beiden Schweden Eric Barclay und Nils Asther in den Hauptrollen. Die Geschichte basierte auf einem Roman von Georg Mühlen-Schulte.

## Handlung
Der auf Easton Lodge residierende britische Lord Ernest Clifton ist ein reicher Mann, seitdem er von seinem steinreichen Onkel einen Goldschatz geerbt hat. Die drei Kuckucksuhren seines verstorbenen Onkels, deren Geläut nur einmal im Monat schlagen soll, enthalten jeweils eine Botschaft, die auf einen weiteren Goldschatz verweist, der in Ägypten vergraben sein soll. Sofort macht sich der abenteuerlustige Adelige auf den Weg nach Kairo, wohin ihn der erste Hinweis führt. In einem dortigen Hotel hängt die zweite Kuckucksuhr mit dem zweiten Hinweis. Dieser führt ihn in eine Straße, wo ein Haus steht, in dessen Kellergewölbe der Schatz verborgen sein soll. In einem Haus mit der Unglückszahl Nr. 13 hängt die dritte Uhr. Das 57-malige Schlagen ihres Geläutes gibt Lord Ernest den nächsten Hinweis.
In einem unterirdischen Gang im Kellergewölbe soll der zweite Schatz in drei Metern Tiefe vergraben liegen. Doch bald muss Lord Ernest feststellen, dass er in eine Falle gelockt wurde. Denn anstatt Gold in Hülle und Fülle erwarten ihn dort ebenso hungrige wie gefräßige Krokodile, die ihn auch sofort attackieren. Der Plan der Verbrecher, der in England von dem Vater der Mary Davids ausgeheckt wurde, diente nur dazu, Lord Ernest aus dem Haus zu locken, um ganz in Ruhe daheim dessen Tresor zu knacken und den ersten (und einzigen) Goldschatz an sich zu bringen. Doch die Ganoven haben nicht mit Cliftons von ihm bislang eher abweisend behandelter Ehefrau Gladys Clifton und dem Detektiv Reginald Ellis gerechnet. Beiden gelingt es, die Verbrecher unschädlich zu machen, während Mary für die Sünden des Vaters mit ihrem Leben bezahlen muss.

## Produktionsnotizen
Die drei Kuckucksuhren entstand im September 1925 und im Januar 1926. Die Außendrehs fanden in Ägypten statt. Der Film passierte am 15. Mai 1926 die Zensur und wurde zehn Tage darauf im Gloria-Palast uraufgeführt. Der für die Jugend verbotene Film besaß fünf Akte, verteilt auf 2111 Metern Länge.
Hans Jacoby gestaltete die Filmbauten.

## Kritik
„Das Sujet ist spannend, interessant und hat einen packenden Schluß. Regie, Aufmachung und Photographie sind sehr gut, ebenso die Darstellung wo diesmal Lilian Hall-Davis an der Spitze steht. Erwähnenswert ist die hübsche Photographie und die interessanten Bilder aus Kairo.“

## Einzelnachweis
1. ↑  Die drei Kuckucksuhren in Paimann‘s Filmlisten, Nr. 529